# بخش تهری گرهوال
بخش تهری گرهوال (هندی: टिहरी गढ़वाल ज़िला، انگلیسی: Tehri Garhwal district) یک بخش در هند است که در اوتاراکند واقع شده‌است. بخش تهری گرهوال ۴٬۰۸۰ کیلومتر مربع مساحت و ۶۰۴٬۷۴۷ نفر جمعیت دارد.